# Hoher Göll
L'Hoher Göll (2.522 m s.l.m.) è una montagna delle Alpi di Berchtesgaden nelle Alpi Settentrionali Salisburghesi. Si trova sul confine tra l'Austria (Salisburghese) e la Germania (Baviera).

## Caratteristiche

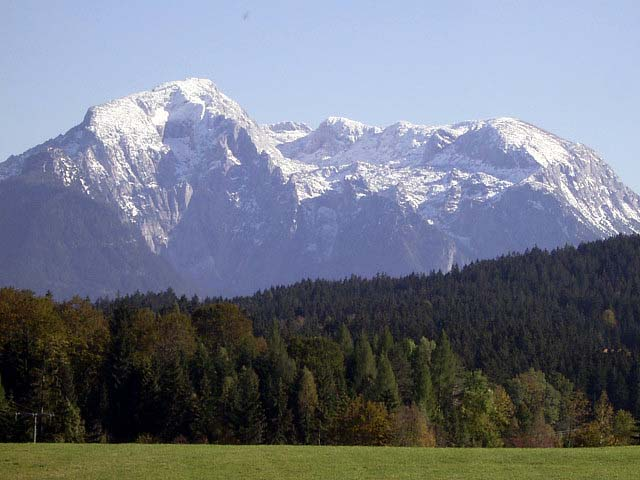
Il massiccio del Göll con l'Hoher Göll a sinistra.

Costituisce la massima elevazione del gruppo del Göll e delle Alpi Centro-orientali di Berchtesgaden.
Si trova tra il Königssee ad occidente e la valle del Salzach ad oriente.